# 陶德太太的捷徑
《陶德太太的捷徑》（英語：Mrs. Todd's Shortcut）是一部由史蒂芬·金於1984年在《紅皮書雜誌》 上所連載的短篇小說，並於1985年收錄在短篇小說集《史蒂芬·金的故事販賣機》內。

## 故事簡介
荷馬向朋友正在回憶年青時的事，年青時荷馬曾替一名陶德太太掃油，這名陶德太太是一個捷徑迷，喜歡從地圖中發掘隱藏的捷徑。一次陶德太太告訴荷馬她又發現了新的捷徑，荷馬不信，於是隨陶德太太的車出發，在路程上，荷馬好像穿過了異世界一樣，而陶德太太每次經過這些捷徑時，就好像進入了仙境一樣，變得越來越後生。後來，陶德太太消失了，直到荷馬已經七十歲時才再找他，荷馬在這個時候再次跟隨陶德太太走捷徑。